# Thomas Ros, 9. baron Ros
Thomas Ros eller Roos, 9. baron Ros af Helmsley (9. september 1427 – 17. maj 1464) var en støtte af Huset Lancaster under Rosekrigene.

## Familie
Thomas Ros, født 9. september 1427, var den ældste søn af Thomas Ros, 8. baron Ros og Eleanor Beauchamp, anden datter af Richard Beauchamp, 13. jarl af Warwick og hans første hustru, Elizabeth Berkeley, datter og arving af Thomas de Berkeley, 5. baron Berkeley. Eleanor var en ældre halvsøster til Henry Beauchamp, hertug af Warwick og Anne Neville, grevinde af Warwick.
Thomas selv var gennem sin mor en ældre halvbror til Henry Beaufort, 3. hertug af Somerset, og Edmund Beaufort, 4. hertug af Somerset.

## Karriere
Thomas havde arvet Baroniet Ros, da han var knap fire år gammel. Thomas Lord Ros var kun atten år gammel, da han med kongens godkendelse overtog fuld kontrol over sin fars godser. Efter at have været trofast mod kong Henrik 6. af England i hele hans omstridte regeringstid blev han belønnet med visse kommercielle privilegier, der hovedsageligt bestod i en komplet eftergivelse af de sædvanlige afgifter på eksporteret uld. I 1456 fik han tilladelse til at drage på en pilgrimsrejse, og i 1460 satte kongen penge af, delvist som en godtgørelse, til ham for de udgifter og tab, der var påløbet i hans tjeneste, en livrente på 40 £, der kom fra bestemte herregårde, der var blevet frataget jarlen af Salisbury.
Ifølge mindst en næsten samtidig beretning ("Whethamstead's Register"), var han samme år en del af den Lancaster-hær, der sejrede i Slaget ved Wakefield. I februar 1461 var han en af dem, der blev slået tid ridder, efter endnu en sejr til Lancaster-fraktionen i Det 2. slag ved St Albans, af Edvard af Westminster, prins af Wales. Senere samme år var han sammen med kongen i York, da nyheden om Lancaster-nederlaget i Slaget ved Towton nåede fram, og han fulgte kongen på hans flugt til Berwick.
Som en loyal tilhænger af Henrik 6. fik Ros i parlamentet den 4. november 1461 frataget sin ære, liv og gods. Han ledte en del af den Lancaster-hær, der angreb John Nevilles hær i Slaget ved Hedgeley Moor den 25. april 1464, hvor hans mænd flygtede, og deltog derefter i Slaget ved Hexham den 15. maj 1464. Lancaster-hæren blev knust af Neville. Ros blev efterfølgende fundet, mens hans gemte sig, sammen med Lord Hungerford i en skov. Han blev halshugget den næste dag i Newcastle for forræderi, og Ros-besiddelserne blev konfiskeret. Belvoir Castle blev givet til William, Lord Hastings.

## Ægteskab og børn
Thomas Ros giftede sig med Philippa Tiptoft, datter af John Tiptoft, 1. baron Tiptoft, som fødte ham én søn og fire døtre:
- Edmund Ros, 10. baron Ros.
- Eleanor Ros, der blev gift med Sir Robert Manners af Etal, Northumberland.
- Isabel Ros, der først blev gift med Sir Thomas Everingham, anden gang med Sir Thomas Gray og tredje gang med Sir Thomas Lovell.
- Margaret Ros.
- Joan Ros.

Den 20. august 1471 giftede hans enke Philippa sig for anden gang (i nærværelse af den daværende hertug og hertuginde af Suffolk) med den engelske diplomat Edward Grimston som hans tredje hustru.